# Lady Gaga X Terry Richardson
„Lady Gaga X Terry Richardson“ е фото книга от Лейди Гага и фотографа Тери Ричардсън, издадена на 22 ноември 2011 г. от Grand Central Publishing. Книгата включва над 350 снимки на Гага, направени от Ричардсън за период от 10 месеца от турнето на Гага The Monster Ball Tour до церемонията по връчване на наградите „Грами“ за 2011 г. Освен снимките, книгата включва уводни думи от певицата за отношенията ѝ с Ричардсън. Двамата са работили съвместно и по други проекти преди книгата.
„Lady Gaga x Terry Richardson“ получава положителни отзиви от критиците, както по отношение на провокативните, така и на по-семплите снимки на Гага без грим и сценични костюми. Книгата заема 5-о място в списъка с бестселъри на The New York Times.